# The Cardigans
The Cardigans su švedski rock sastav koji je karijeru započeo 1992. godine. Najpoznatiji su po albumima "Life" i "Gran Turismo", te iznimno popularnoj skladbi "Lovefool".

## Članovi
- Peter Svensson na gitari
- Magnus Sveningsson na bas-gitari
- Bengt Lagerberg na bubnjevima i puhačkim instrumentima
- Lars-Olaf Johansson na gitari i klavijaturama
- Nina Persson, glavni vokal

## Povijest
Svensson i Sveningsson, obojica glazbenici heavy metal izričaja, osnovali su sastav 1992. u Jönköpingu, Švedska, a ubrzo su im se pridružili i ostali članovi sastava čija se postava poslije nije nijednom izmijenila. Stanovavši zajedno u istom stanu, The Cardigans su snimili demosnimku koju je zapazio producent Tore Johansson, koji im je potom ponudio snimanje u studiju u Malmöu. Rezultat tog rada, album "Emmerdale", izdan je u Švedskoj i Japanu 1994., a ponovno za svjetsko tržište 1997. Singl s tog albuma, "Rise & Shine", postao je veliki hit i u anketi glazbenog časopisa Slitz proglešen je najboljom snimkom 1994. godine.
Ostatak 1994. godine proveli su na europskoj turneji i snimajući album "Life", koji je izdan 1995. "Life" je postao međunarodno uspješan, prodan je u milijunskoj nakladi, a u Japanu je dosegao i platinasti status. 1996., "Life" je izdan i za američko tržište, no u izmijenjenom izdanju, kao kompilacija skladbi s oba dotad snimljena albuma.
Nakon neslućenog uspjeha s albumom "Life", The Cardigans potpisuju ugovor s izdavačkom kućom Mercury i 1996. za njih izdaju album "First Band on the Moon". Skladba "Lovefool" s tog albuma do danas se pamti kao njihov najveći uspjeh, posebice u SAD-u, te ponovno u Japanu, gdje je u rekordna tri tjedna postigao platinastu nakladu.
1998. godine izlazi i mnogo mračniji album "Gran Turismo", koji je hvaljen od kritike, te smatran njihovim najzrelijim albumom. Izdavanje tog albuma slijedit će duga stanka u radu tijekom koje će članovi sastava raditi na svojim solo-karijerama.
Tijekom te stanke, Persson je izdala album pod imenom A Camp i otpjevala s Tomom Jonesom obradu skladbe "Burning Down the House" skupine Talking Heads, Svensson je radio na projektu "Paus", a Sveningsson je snimao materijale kao Righteous Boy. 2003., The Cardigans su se vratili s mnogo tišim i osobnijim albumom "Long Gone Before Daylight", s kojeg su potekla dva umjereno uspjela singla, "For What It's Worth", te "You're the Storm".
Nakon toga, sastav se okrenuo još mirnijem glazbenom izričaju vrlo sličnom country glazbi. Novi album, "Super Extra Gravity", dovršen je u svibnju 2005., i očekuje se da će do kraja godine biti i izdan; najavni singl I Need Some Fine Wine and You, You Need to Be Nicer izašao je krajem listopada.

## Diskografija
- "Emmerdale" (1994.)
- "Life" (1995.)
- "First Band on the Moon" (1996.)
- "Gran Turismo" (1998.)
- "The Other Side of the Moon" (kompilacija starijih materijala izdana samo u Japanu 1998.)
- "Long Gone Before Daylight" (2003.)
- "Super Extra Gravity" (izlazi oko listopada 2005.)

## Vanjske poveznice
- Službene web-stranice sastava The Cardigans
- The Cardigans Country  Arhivirana inačica izvorne stranice od 29. svibnja 2006. (Wayback Machine) – neslužbena zajednica online-obožavatelja.